# Impasse de la Planchette
Impasse de la Planchette är en återvändsgata i Quartier des Arts-et-Métiers i Paris tredje arrondissement. Gatans namn är av oklart ursprung. Impasse de la Planchette börjar vid Rue Saint-Martin 324.

## Omgivningar
- Sainte-Élisabeth-de-Hongrie
- Boulevard Saint-Denis
- Boulevard Saint-Martin
- Rue Sainte-Apolline

## Bilder
| - Gatuskylt. - Sainte-Élisabeth-de-Hongrie. |

## Kommunikationer
- Tunnelbana – linjerna    – Strasbourg – Saint-Denis
- Busshållplats Porte Saint-Martin – Paris bussnät

### Webbkällor
- ”Impasse de la Planchette”. Mairie de Paris. https://web.archive.org/web/20160303194400/http://www.v2asp.paris.fr/commun/v2asp/v2/nomenclature_voies/Voieactu/7467.nom.htm. Läst 17 oktober 2023.
- ”Impasse de la Planchette (3ème arrondissement)”. Les rues de Paris. https://web.archive.org/web/20190926230513/http://www.parisrues.com/rues03/paris-03-impasse-de-la-planchette.html. Läst 17 oktober 2023.